# Otto Pilny
Otto Pilny, né le 28 juin 1866 à Budweis et mort le 22 juillet 1936 à Zürich, est un peintre suisse spécialisé en œuvres orientalistes.

## Biographie
Né à Bedweis en 1866, sa famille s'installe  à Prague en 1873, où il a sans doute reçu son éducation artistique; mais les détails ne sont pas connus.
À dix-neuf ans il entreprend son premier  voyage vers l'Orient, il suit la route des caravanes du Caire à Tripoli, accompagné seulement par son chien. Après un bref séjour à Prague, il est de retour en Égypte de 1889 à 1892,.

## Galerie

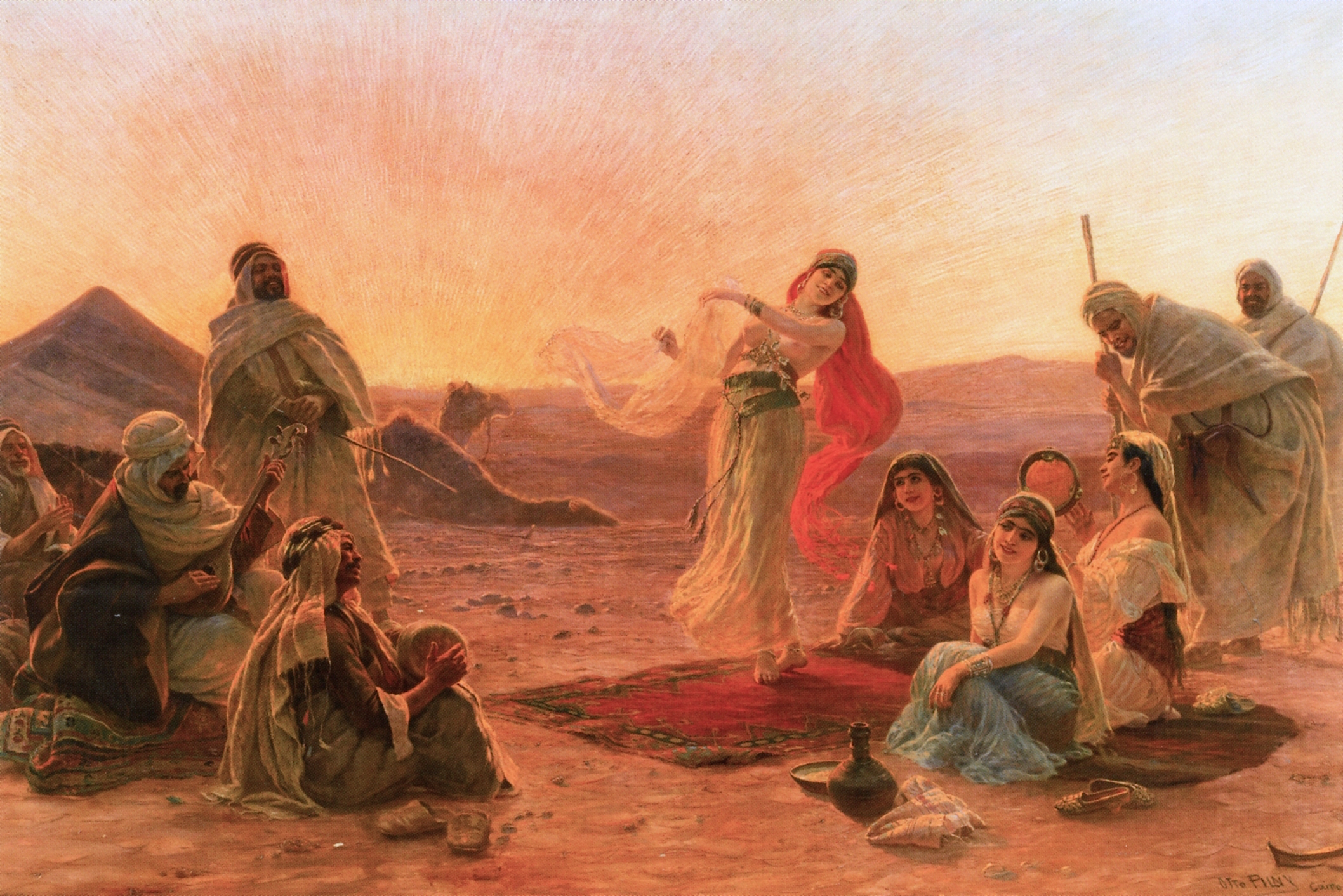
De la danse au coucher du soleil
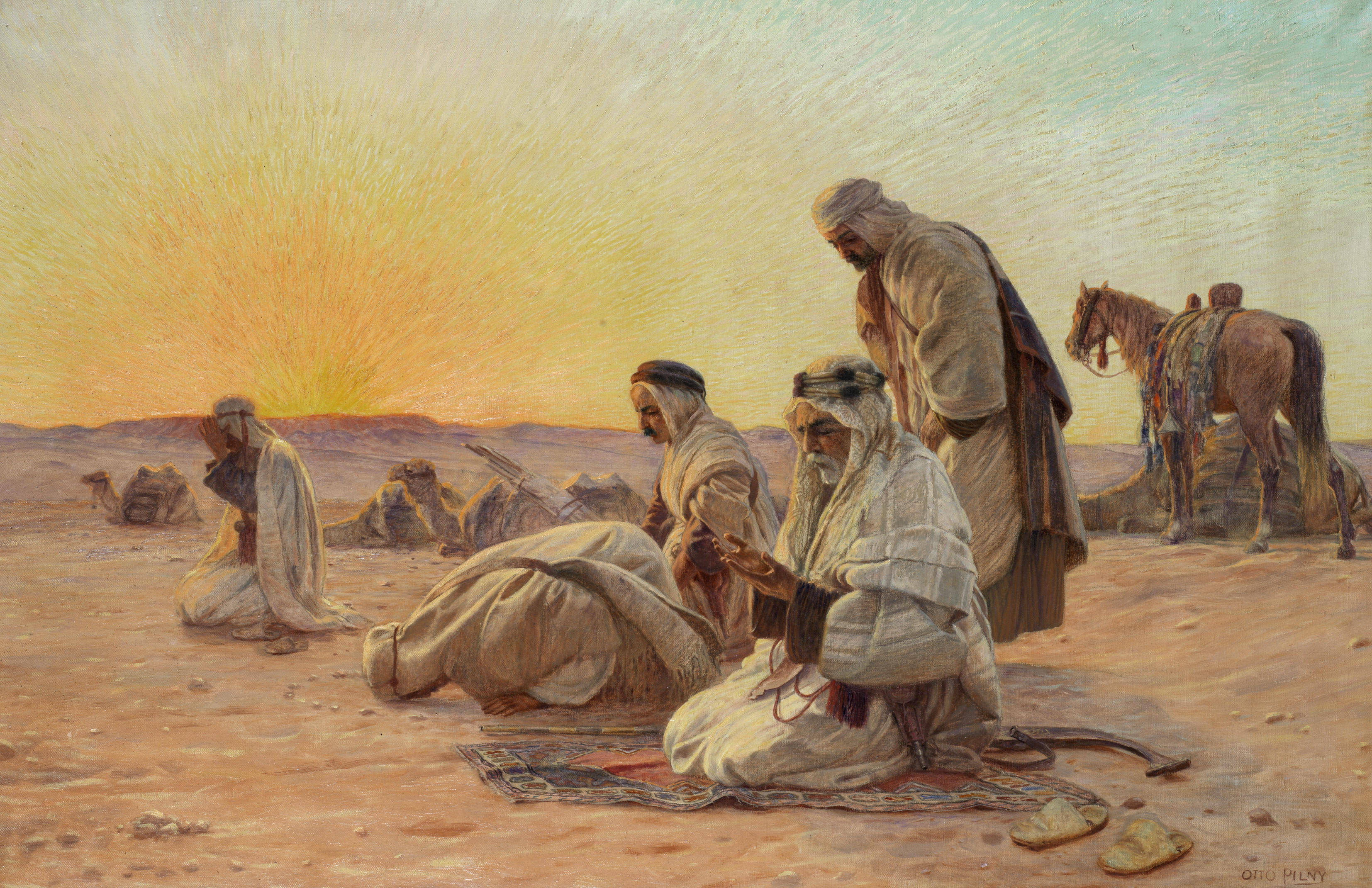
Les prières du matin
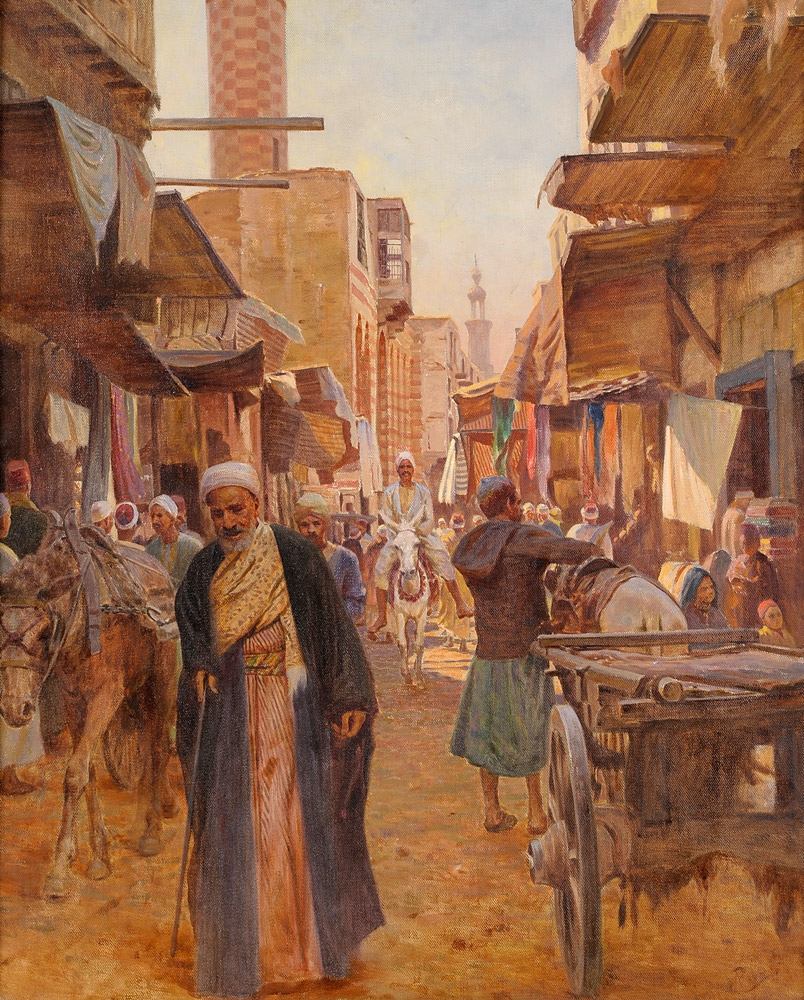
Bazar oriental
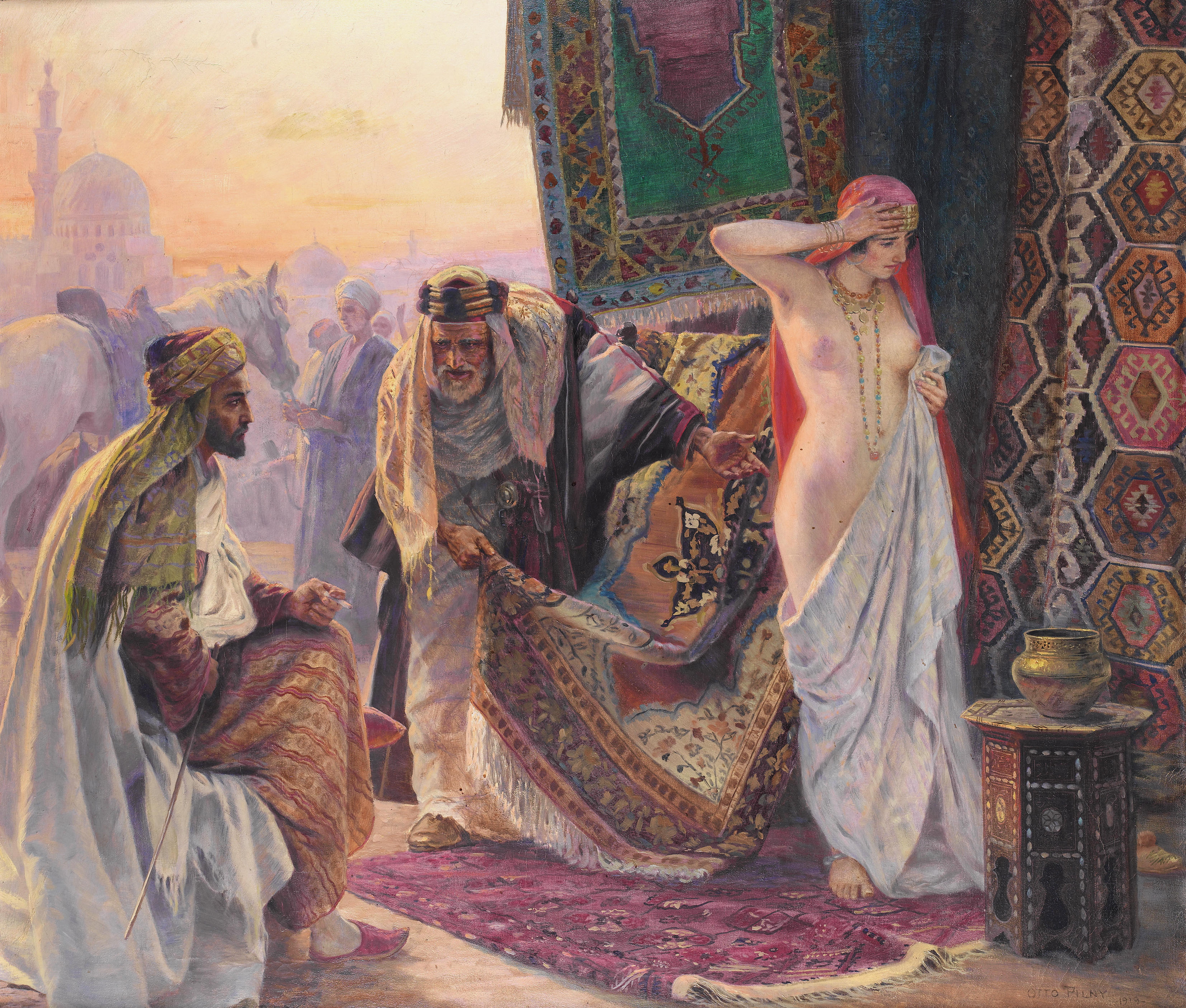
Marchand d'esclaves (1919)
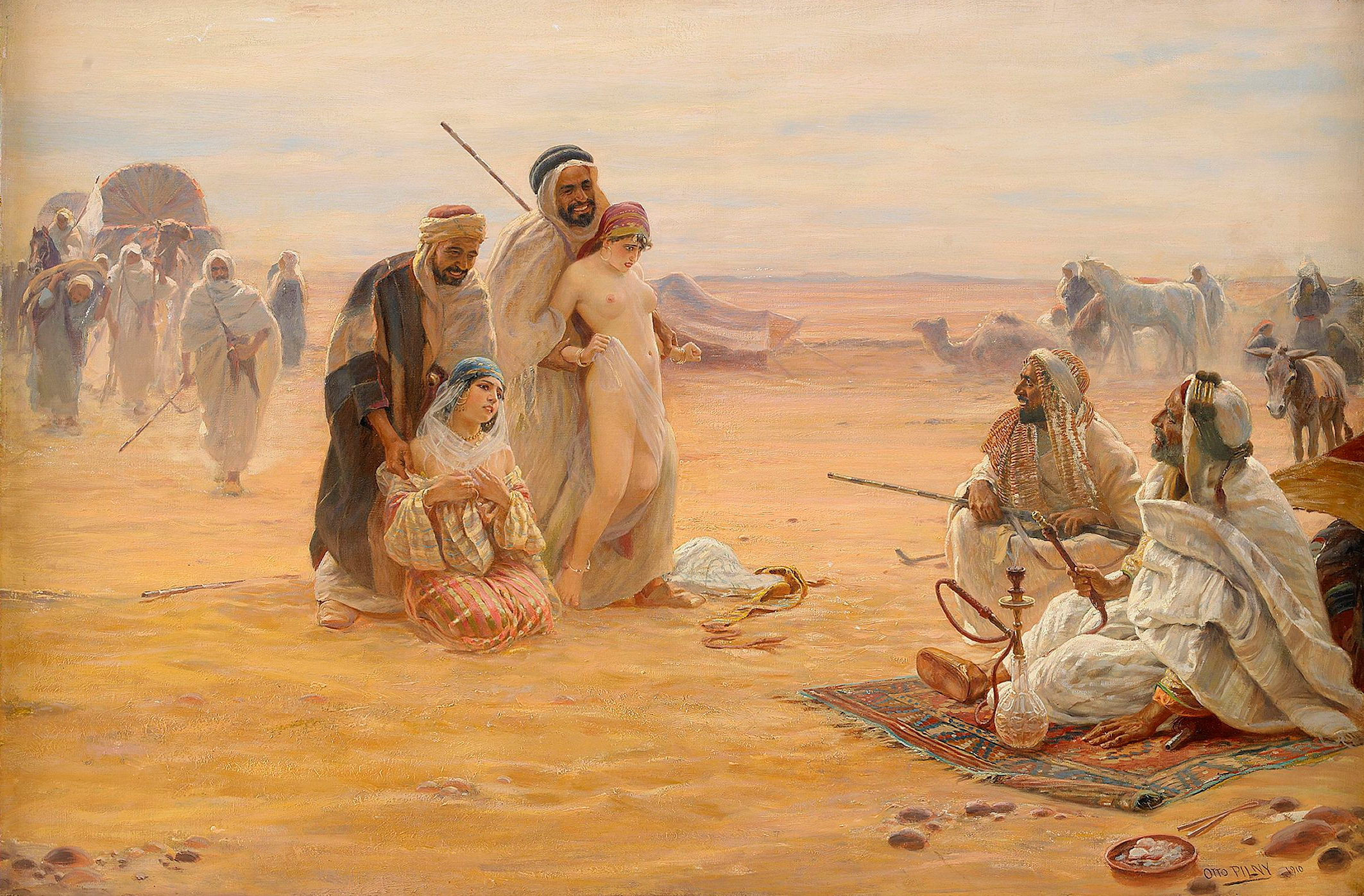
Marché aux esclaves